# 取り替え子 (小説)
『取り替え子（チェンジリング）』（チェンジリング）は2000年に講談社から出版された大江健三郎の長編小説である。

## 概要
本作は、1997年に起きた義兄・伊丹十三の投身自殺の衝撃を受けて書かれた。本作の執筆動機や主題について、大江はこう述べている。
「『取り替え子』を書くことになったのは、家内にとって一番大切な人間が自殺した、それは自分にもこれ以上ないひどい出来事だ、という思いに立ってでした。『燃えあがる緑の木』から『宙返り』と書いて、それまでの（注:宗教的な魂の問題をめぐる）主題は終わり、なにかふっきれていた。自分の死が何でもなく思えるほど、徹底して身軽な気持だった。そこへ、ただ自分と家族が死者と向き合って赤裸で苦しんでいるだけ、ということが起こった。そしてそれを書こうと考えた。」

「（注:本作品の前作にあたる）『宙返り』までは、なお生きて行く人たちの死生観を書いていたと思う。生きて行く人たちの魂のことを書くために、死んで行く人たちのことも書いた。客観小説、三人称小説としてね。ところが身近な人間の死によって、私自身の死生観の問題として、まったく個人的な小説を書くことになった。そこで初めて、死んで行く人たちの魂のために、死んで行く人たちの死生観を書くことをした。『取り替え子』は、もう一度『個人的な体験』を書いたことになります。」
大江は本作を自分の作品のなかで大切な三作のうちの一冊であると述べている。
本作は絵本作家モーリス・センダックの作品から大きなインスピレーションを受けている。
”The Changeling”のタイトルで英訳が出版されている（翻訳 Deborah Boehm）。

## あらすじ
主人公の小説家、古義人には愛媛松山での少年時代からの友人、吾良がいた。彼は著名な映画監督であり、また古義人の妻千樫の実の兄でもある。古義人は吾良からヘッドフォーン付きのカセットレコーダーを贈られており、二人はそれを「田亀のシステム」(原文では田亀には傍点がふられている)と呼んでいた。「田亀」で再生するために吾良は二人の過去の物語を吹き込んだカセットを送ってよこしていた。ある夜、古義人が送られてきたカセットを再生していると、吾良は「…そういうことだ、おれは向こう側に移行する 」と言い、それに続き「ドシン！」という効果音がはいっていた。実際にも吾良は投身自殺をしたのだった。千樫が古義人の部屋にそれを知らせに来た。
吾良が著名人であったため、自殺を受けてマスメディアは大騒ぎになった。騒ぎには自殺者に対する侮蔑が多分に含まれていた。ある週刊誌には吾良の自殺の原因として女性関係のスキャンダルが暴かれていた。報道に辟易してそれに接することやめた古義人は、書庫のベッドで送られてきていた大量のカセットテープに録音された吾良の話を毎夜「田亀のシステム」で聴きながら、それに応答する形で、あたかも死後の世界と通信しているかのように吾良と架空の会話を始める。
会話を重ねながら古義人は吾良との懐かしい過去の思い出を回想していく。毎夜それが重ねられ、それが惑溺ともいえる状態になったころ、千樫から毎夜行われる会話の声が漏れるのを聴いているのはいたたまれないと抗議を受ける。千樫は涙を流していた。古義人はこの状況を変えるために、丁度オファーのあったベルリン自由大学での講座を引き受けることにした。ベルリンで古義人は、吾良が晩年に出向いたベルリン映画祭の開催期間に性的な関係にあった娘と面識のあった東ベーム夫人と出会う。夫人は娘を Mädchen für alles(何でもしてくれる人)と呼び、良い感情を持っていないようであった。
ベルリンで古義人は吾良の自殺に思いをはせ、吾良の遺書にあった「すべての面でガタガタになっている」という文言について考える。吾良のような毅然とした剛直な美丈夫が「ガタガタ」になったりすることがありえるのだろうか？吾良がヤクザ映画を公開した際に報復でヤクザに刃物で襲撃された事件のときも大怪我をしながらも余裕の表情だったではないか。
思い返すと、吾良の遺書を読んでしばらく後、古義人は千樫に、吾良が「ガタガタ」になるということが本当にあり得たのか、と尋ねたことがあった。千樫は、昔、松山でのある夜の後、古義人も吾良も「ガタガタ」だったではないか、あの夜から吾郎は変わってしまった、と返答した。その夜の出来事は「アレ」と称され古義人にとっていつか創作に繋げたい生涯のテーマであった。
古義人がベルリンから帰国すると、千樫から遺品の飴色の鞄を渡される。それには吾良が準備していた「アレ」についての映画の未完成の絵コンテと脚本が入っていた。吾良にとっても「アレ」は重要なテーマであったのだった。脚本を読みながら古義人は松山時代の「アレ」に関係する過去を回想していく。
松山の出来事は、戦後まだ占領下にあった時代に、敗戦の夏に蹶起をおこし鎮圧されて死んだ右翼思想家であった古義人の父親の弟子、大黄が高校生の古義人に接触してきたことに始まる。大黄は講和条約が発行される1952年4月28日に米軍キャンプを襲撃しようと計画していた。被占領期間に武装抵抗を行うことで、敗戦国日本の基調であった敗北主義を塗り替えるという考えであった。大黄は武器を調達するために米軍キャンプの通訳ピーターを利用しようと考えた。ピーターはホモセクシュアルであり、CIE(民間情報教育局)の文化施設に出入りする美少年吾良に恋情を抱いていた。大黄はピーターを籠絡するために吾良とその友人の古義人を使おうと考えた。大黄は活動拠点の練成道場の宴会に古義人、吾良、ピーターを接待した。そこで性的な役割を担わされた古義人と吾良を侮蔑した練成道場の若者が、宴会の食用に自分たちが解体した仔牛の生皮を二人に覆い被せる、というような不気味なことが行われた。練成道場から吾良の居住していたお寺へ逃げ帰った古義人と吾良がお堂の裏で仔牛の血に汚れた体を洗っているところを幼い千樫が目撃していた。その後、4月28日当日、古義人と吾良は揃って襲撃事件が起きるかどうかNHKラジオを聴いたが事件を知らせる臨時ニュースは無かった。(「アレ」とは具体的になんであるのかは作中明示されない)
(「最終章 モーリス・センダックの絵本」でそれまで古義人に一元焦点化されていた視点が千樫に切り替わる)
千樫がベルリンから帰国した古義人の荷物を整理しているとモーリス・センダックのOutside Over ThereとChangelingsの二冊の絵本があった、千樫はすぐにそれに強力に惹きつけられた。美しい妹がゴブリンにさらわれて取り替え子にされてしまい、勇気を奮って妹を取り返しにいく絵本の主人公の少女アイダは自分だと感じた。松山の過去の一夜の後、吾郎は、なおも誇らしい兄ではあったが、どこか得体の知れないところを含むそれまでと違う人間になってしまった。自分が古義人と結婚して初めての出産をするときに考えていたのは勇敢に振る舞って、取り替えられていなくなる前の本来の吾良を取り返そうということだった。産まれてきた息子アカリは知的障害はあったものの音楽を作るようになり完全な美しさの自分を取り戻した。
千樫は、古義人があるきっかけから見つけた、晩年の吾良が若い娘との性的な関係を陽気に伝える「田亀」のテープを聴かされた。それは吾良が死ぬ前の最後の期間にこういう関係を持てたのならよかったと自分たちも励まされるような明るいものであった。
三ヶ月後、その当の娘が千樫を訪れた。吾良が晩年に描いた水彩画のカラーコピイが欲しいという要件で来訪した娘シマ・浦は千樫に良い印象を与えた。浦は吾良の死後に逃避的な性交をした相手との子を妊娠していた。その中絶を目的にして浦はドイツから訪日していたのだが、その機上で古義人のある文章を読み、吾良の替わりの子供を産もうと翻意していた。両親はそれには強硬に反対しており何の援助もできないと通告してきていた。千樫は自分が古義人の本の挿絵を書いて得た印税を浦を援助する費用にあて、さらに出産後の世話もするためにベルリンに旅立とうと決心する。
ウォーレ・ショインカの戯曲『死と王の先導者』から台詞を引用して小説は終わる。
　　ーもう死んでしまった者らのことは忘れよう、生きている者らのことすらも。あなた方の心を、まだ生まれて来ない者たちにだけ向けておくれ。

## 主要登場人物
長江古義人(ちょうこうこぎと)
国際的な作家。
塙吾良(はなわごろう)
自殺した古義人の義理の兄。映画監督をしていた。
長江アカリ
古義人の息子で、作曲家である。知的な障害がある。
長江千樫(ちかし)
古義人の妻。
シマ・浦(しま・うら)
吾良の最晩年の恋人

## 評価
浅田彰の評価
批評家浅田彰は、本作を「この人はやはり作家という宿命を生きているのだ」と読む者にあらためて感じさせる異様な迫力をもった作品である、と称賛している。そして本作について驚くべきことは、被害妄想に傾く場合も多い、個人的な生々しい怒りや悲しみから出発しながら、それが普遍性をもった作品として立ち上がってくることにあると述べる。また、主人公の古義人が自殺した義兄・塙吾良と架空の対話を続けながら、ホモファシズム的な性と政治の刻印を帯びた四国松山の少年時代のある出来事（作中のアレ）へと記憶を遡行していく過程は、それ自体スリリングであると同時に、過去作を新しい視点からとらえなおす文学的総合としても捉えることができると指摘する。そして「そう、大江健三郎はいまなおわれらの作家なのだ。」と締めくくる。
蓮實重彦の評価
かつて『大江健三郎論』(青土社)において、テクストの表層にあらわれる理不尽な刺激として存在する数詞の奔流にのみ着目してテマティック批評を行い、大江文学を称揚したことのある批評家蓮實重彦は『取り替え子』について、物語の本筋からみれば必ずしも必要でない出刃包丁と中華包丁を握っての真夜中のスッポンとの格闘シーンが5、6ページの長さに渡って続くその文脈を欠いた描写の言葉の乱闘ぶり、荒唐無稽さから明らかにフィクションである内容を「そんなことが、本当にあったのか？」と勘違いしかねない私小説的トーンで描くフィクションとしての散文の力の素晴らしさ、などを挙げて絶賛している。

## 出版
- 『取り替え子（チェンジリング）』講談社、2000年
- 『取り替え子（チェンジリング）』講談社文庫、2004年　ISBN 4-06-273990-9
- 『おかしな二人組　三部作』講談社、2006年

『取り替え子』・『憂い顔の童子』・『さようなら、私の本よ!』のセット特装版。